# Kristen Kerr
Kristen Kerr (* 17. Dezember 1974) ist eine US-amerikanische Schauspielerin und ehemaliges Model.

## Leben und Karriere
Kristen Kerr besuchte die Cave Spring High School in Roanoke, Virginia. Danach besuchte sie das Mary Baldwin College in Stanton, Virginia, welches sie mit einem Bachelor im Bereich Film und Fernsehserien abschloss. Von dort an arbeitete sie als Model und ließ sich in New York City, Paris und Mailand für verschiedene Marken und Zeitschriften ablichten. 
Ihr Schauspieldebüt gab Kerr 2000 in der Fernsehserie Ally McBeal für vier Folgen. Ihre erste größere Rolle in einem Film hatte sie in der Filmkomödie Old School – Wir lassen absolut nichts anbrennen als Lisa. Dabei stand sie neben Luke Wilson, Will Ferrell und Vince Vaughn vor der Kamera. 2004 erhielt sie eine Rolle als Mutter in dem Jugendfilm Mission: Possible – Diese Kids sind nicht zu fassen!, mit Kristen Stewart als Maddy in der Hauptrolle. Als Lori ist sie in dem Independentfilm Inland Empire (2006) von David Lynch zu sehen. Ihre erste Hauptrolle erhielt sie in dem Horrorfilm The Devil’s Muse (2007) neben Sarah Scott, wobei die beiden Models Masuimi Max und Lenora Claire sich selbst spielten. In Ohne jede Spur erhielt sie 2010 die Rolle der Christine, in dem Brittany Murphy die Hauptrolle spielte. In der Folge Vigilante der US-Serie CSI: NY spielte sie ein Opfer. Sie spielte eine nicht bedeutende Rolle in der kurzlebigen Serie Ringer in der Folge Die Leiche fehlt. In einer Folge der Serie The Mentalist war sie als Marie St. Claire zu sehen.

## Filmografie (Auswahl)
- 2000: Ally McBeal (Fernsehserie, 4 Folgen)
- 2001: Blue Caviar (Kurzfilm)
- 2002: Dancing at the Harvest Moon (Fernsehfilm)
- 2003: The Guest House (Kurzfilm)
- 2003: The Trailer (Kurzfilm)
- 2003: Old School – Wir lassen absolut nichts anbrennen (Old School)
- 2004: Mission: Possible – Diese Kids sind nicht zu fassen! (Catch That Kid)
- 2006: Inland Empire
- 2006: Desire (Fernsehserie, 13 Folgen)
- 2007: The Devil’s Muse
- 2007: ELI (Kurzfilm)
- 2007: A Stranger’s Heart (Fernsehfilm)
- 2007: Dexter (Fernsehserie, Folge 2x03 An Inconvenient Lie)
- 2007: Plane Dead – Der Flug in den Tod (Plane Dead)
- 2008: Strictly Sexual
- 2010: Ohne jede Spur (Abandoned)
- 2011: Lone Star Trixie (Kurzfilm)
- 2011: CSI: NY (Fernsehserie, Folge 7x15 Vigilante)
- 2011: Ringer (Fernsehserie, Folge 1x02 Die Leiche fehlt)
- 2011: The Mentalist (Fernsehserie, Folge 4x09 The Redshirt)
- 2011: Thor – Der Allmächtige (Almighty Thor)
- 2012: Christmas Twister
- 2013: The Package – Killer Games (The Package)
- 2015: The Dog Who Saved Summer